# فهد جمال ناصر العازمي
فهد جمال ناصر العازمي ، مواليد (1988-) شاعر وملحن واستاذ موسيقي كويتي.

## نشأته
نشأ الشاعر فهد جمال ناصر العازمي في دولة الكويت لأبوين كويتين، نشأ محباٌ للشعر والموسيقى مع اخيه الملحن نايف ناصر رحمة الله عليه' حيث ابتدأ مشواره الفني معه في أول أعماله الغنائية للفنان الكويتي بشار الشطي.
بدايته كانت في كتابه الخواطر وحبه وشغفه بالشعر جعله يصقل موهبته قبل دخوله المجال الفني من خلال قراءة واستيعاب ابداعات مدارس مختلفة للشعر العربي والنبطي وابرزها ابداعات الراحل نزار قباني والأمير بدر بن عبد المحسن وغيرهما من الشعراء

## تعليمه
درس الشاعر فهد جمال في مدارس دوله الكويت في المراحل الابتدائيه والمتوسطه والثانويه ثم اكمل تعليمه الجامعي في جامعه الكويت كليه التربية الاساسيه، وبالطبع بسبب شغفه وحبه للفن تخصص بالموسيقى
وعلى الرغم من صغر سنه الا انه تعاون مع العديد من الفنانين في الوطن العربي في فتره قصيره وفي مرحله دراسته الجامعيه ايضاٌ

## أعماله
- نبيل شعيل:

يا شوق : الحان وكلمات: فهد جمال , توزيع: بدر كرم
يابدر : الحان: نايف ناصر , توزيع: بدر كرم
- بلقيس احمد فتحي:

ماطلبت البعد : الحان: الأنين , توزيع: ربيع الصيداوي
- بدر الشعيبي:

مالت عليك : الحان: حمد القطان توزيع: براك المطوع
تدري : الحان: نايف ناصر , توزيع: بدر كرم
الات الموسيقى : الحان فايز السعيد , توزيع: وليد فايد
- جاسم محمد:

حلو : الحان: نايف ناصر , توزيع جراح الصايغ
ماني عارف : الحان: نايف ناصر, توزيع جراح الصايغ
- اصيل هميم :

من متى : الحان: محمد غازي , توزيع:جراح الصايغ
- بشار الشطي:

راح افل : الحان:نايف ناصر , توزيع: بدر كرم
- الانين :

بس : الحان:نايف ناصر , توزيع: صهيب العوضي
- جاسم بهبهاني :

مع عبدالسلام محمد : قائد الأنسانية : الحان: جاسم بهبهاني , توزيع: زيد نديم
الملك : الحان:نايف ناصر , توزيع: براك المطوع
- حمود الخضر :

يا حلاة البنت  : الحان وتوزيع: حمود الخضر
- عبدالله دشتي:

قلبي واقف : الحان: بشار الشطي , توزيع: بدر كرم
إسكت : الحان: يوسف الموسى , توزيع: عبدالله العنجري